# بورنا سواراج

العلم المستخدم في 1931 والصادر عن الحكومة المؤقتة والذي استُخدم في سنوات الحرب العالمية الثانية التالية.

صدر إعلان بورنا سواراج أو إعلان استقلال الهند، عن المؤتمر الوطني الهندي في 19 كانون الأول/ديسمبر 1929، إذ قرر المؤتمر والقوميون الهنود على الكفاح من أجل بورنا سواراج، أو الحكم الذاتي الكامل والمستقل عن الإمبراطورية البريطانية.
رفع جواهر لال نهرو علم الهند في 31 كانون الأول/ديسمبر 1929 على ضفاف نهر رافي في لاهور، باكستان العصرية. وطلب الكونغرس إلى شعب الهند أن يحتفل بيوم 26 كانون الثاني/يناير بوصفه يوم الاستقلال. ورفع متطوعو الكونغرس والقوميون والجمهور علم الهند علناً في جميع أنحاء الهند.

## نبذة عامة
قبل عام 1930، كانت الأحزاب السياسية الهندية تتبنى علناً هدف الاستقلال السياسي عن المملكة المتحدة. و كانت رابطة الحكم الذاتي لعموم الهند تدعو إلى الحكم الذاتي للهند و وضع السيادة داخل الإمبراطورية البريطانية، كما منحت لأستراليا، وكندا، والدولة الأيرلندية الحرة، ونيوفاوندلاند، ونيوزيلندا، وجنوب أفريقيا. وكانت رابطة عموم الهند الإسلامية تحبذ وضع السيادة أيضا، وتعارض الدعوات إلى الاستقلال التام للهند. فالحزب الليبرالي الهندي، وهو الحزب الأكثر تأييداً لبريطانيا إلى حد كبير، كان يعارض صراحة استقلال الهند، بل وحتى وضع السيادة، إذا كان هذا من شأنه أن يضعف علاقات الهند بالإمبراطورية البريطانية. وكان المؤتمر الوطني الهندي، وهو أكبر حزب سياسي هندي في ذلك الوقت، على رأس المناقشة الوطنية. كان زعيم الكونجرس والشاعر المشهور حسرات موهاني أول ناشط يطالب بالاستقلال الكامل عن البريطانيين في عام 1921 عن منتدى كونجرس الهند بالكامل. كما دعا قادة قدامى من حزب المؤتمر، مثل بال غانغادهار تيلاك وأوروبيندو وبيبين شاندرا بال، إلى الاستقلال الصريح للهنود عن الإمبراطورية.
في أعقاب مذبحة أميرستار في عام 1919، ثار غضب شعبي كبير ضد الحكم البريطاني. وكان الأوروبيون (المدنيون والمسؤولون) أهدافاً وضحايا للعنف في مختلف أنحاء الهند. وفي عام 1920، ألزم غاندي والكونجرس نفسيهما تجاه سواراج، الذي وصف بالاستقلال السياسي والروحي. وفي ذلك الوقت، وصف غاندي ذلك بأنه المطلب الأساسي لجميع الهنود ؛ وقال على وجه التحديد إن السؤال عما إذا كانت الهند ستبقى داخل الإمبراطورية أو ستتركها بالكامل سيجيب عليه سلوك ورد فعل البريطانيين. ففي الفترة بين عامي 1920 و 1922، قاد المهاتما غاندي حركة عدم التعاون: العصيان المدني على مستوى الأمة في معارضة أعمال التجزئة واستبعاد الهنود من الحكومة، وإنكار الحريات السياسية والمدنية.

## لجنة سيمون وتقرير نهرو
وفي عام 1928، زادت الحكومة البريطانية من سخط الناس في جميع أنحاء الهند بتعيين لجنة مكونة من سبعة رجال بقيادة السير جون سايمون، وكانت لجنة مكونة من المفوضية الأوروبية بالكامل هي لجنة سايمون للمداولة بشأن الإصلاحات الدستورية والسياسية للهند. ولا تُستشار الأحزاب السياسية الهندية ولا يُطلب منها أن تشرك نفسها في هذه العملية. ولدى وصول الرئيس السير جون سيمون وأعضاء اللجنة الآخرين إلى الهند، قوبلوا بمظاهرات عامة غاضبة تبعتهم إلى كل مكان. وكان مقتل الزعيم الهندي البارز لالا لجبات راي من جراء الضرب المبرح الذي مارسه ضباط الشرطة البريطانية سبباً في سخط الرأي العام الهندي.
فقد عين الكونجرس لجنة عموم الهنود لاقتراح إصلاحات دستورية في الهند. وانضم أعضاء من أحزاب سياسية هندية أخرى إلى اللجنة التي يرأسها رئيس الكونغرس موتلال نهرو. وطالب تقرير نهرو بمنح الهند الحكم الذاتي في إطار وضع السيادة داخل الإمبراطورية. ورغم أن أغلب الأحزاب السياسية الهندية الأخرى أيدت عمل لجنة نهرو، فإنها كانت معارضة من جانب الحزب الليبرالي الهندي ورابطة عموم الهند الإسلامية. وتجاهل البريطانيون المفوضية وتقريرها ورفضوا إدخال إصلاحات سياسية.

## السيادة أو الجمهورية
كان تقرير نهرو أيضاً مثاراً للجدال داخل الكونجرس. فقد طالب الزعماء القوميون الشباب مثل سوهاس شاندرا بوسي وجواهر لال نهرو بأن يعقد الكونجرس العزم على قطع كل الروابط مع البريطانيين فصلاً كاملاً وصريحاً. وكان جواهر لال نهرو متأثراً بفكرة بغاغ سينغ ("الاستقلال الكامل")، الذي كان سينغ قد قدم قراراً يطالب به في عام 1927، والذي رُفض بسبب معارضة غاندي. الآن يعارض بوزي ونهرو مركز السيطرة، الذي سيبقي على ملك المملكة المتحدة كرئيس دستوري لدولة الهند (وإن كان بصفة منفصلة كملك للهند)، ويحتفظ بالسلطات السياسية للبرلمان البريطاني في الشؤون الدستورية الهندية. وقد دعمهم عدد كبير من النواب العاديين في الكونغرس في موقفهم.

وفي كانون الأول/ديسمبر 1928، عقدت دورة الكونغرس في كلكتا، واقترح موهانداس غاندي قرارا يدعو البريطانيين إلى منح مركز السيادة للهند في غضون عامين. وبعد مدة من الوقت نجح غاندي في التوصل إلى حل توفيقي آخر بتقصير الوقت المتاح له من عامين إلى عام واحد. وصوت جواهر لال نهرو مؤيدا للقرار الجديد، في حين أبلغ سوبهاش بوزي مؤيديه بأنه لن يعارض القرار، وامتنع عن التصويت بنفسه. وصوتت لجنة الكونجرس في عموم الهند لصالح التصويت بأغلبية 118 صوتاً مقابل 45 صوتاً (جاء 45 صوتاً من مؤيدي الانفصال الكامل عن البريطانيين). ولكن عندما قدم بوزي تعديلاً أثناء الجلسة المفتوحة للكونجرس يسعى إلى قطع الصلة التامة مع البريطانيين، نبه غاندي إلى هذه الخطوة:
يمكنكم أن تحملوا اسم الاستقلال على شفاهكم لكن كل ثرثرتكم ستكون وصفة فارغة إن لم يكن هناك شرف وراءها. إذا لم تكونوا مستعدين للالتزام بكلماتكم، أين سيكون الاستقلال؟
ورُفض التعديل بأغلبية 1350 صوتا مقابل 973، واعتُمد القرار بالكامل.
وفي 31 تشرين الأول/أكتوبر 1929، أعلن اللورد إروين، نائب حاكم الهند، أن الحكومة ستجتمع مع ممثلي الهنود في لندن لعقد مؤتمر مائدة مستديرة. ولتيسير المشاركة الهندية، اجتمع إروين مع موهانداس غاندي ومحمد علي جناح ورئيس المؤتمر الخارج مطيلال نهرو لمناقشة الاجتماع. وسأل غاندي إيروين عما إذا كان المؤتمر سيمضي قدما على أساس وضع السيادة، وقال إيروين إنه لا يستطيع أن يضمن ذلك، مما أدى إلى نهاية الجلسة.

## الإعلان
ونتيجة لإنكار الإصلاحات والحقوق السياسية، والجهل المستمر للأحزاب السياسية الهندية، أصبح حزب المؤتمر الوطني الهندي متماسكاً على نحو متزايد ــ متحداً في الرغبة في إخراج البريطانيين من الهند بالكامل. وحضر الدورة التي عقدت في لاهور عدد كبير جدا من متطوعي الكونغرس والمندوبين وأعضاء الأحزاب السياسية الأخرى وتجمع عام كبير بشكل خاص. على الرغم من الطقس البارد، يقول باتبي سيتاراميا:
حرارة العاطفة والحماس، والاستياء من فشل المفاوضات، وإغراق الوجوه في سماع طبول الحرب -كان كل ذلك في تناقض واضح مع الطقس.
وانتُخب جواهر لال نهرو رئيسا، وعاد إلى اللجنة العاملة التابعة للمؤتمر زعماء مخضرمون مثل شاكرافارثي راجاغوبالاشاري وساردار فالابهاي باتل. ووافقوا على إعلان استقلال ينص على ما يلي:
بأن الحكومة البريطانية في الهند لم تحرم الشعب الهندي من حريته فحسب، بل قامت على استغلال الجماهير، ودمرت الهند اقتصاديا وسياسيا وثقافيا وروحيا … لذا … ويتعين على الهند أن تقطع الصلة البريطانية وتحصل على بورنا سواراج أو الاستقلال الكامل.
في منتصف ليلة رأس السنة الجديدة، رفع الرئيس جواهر لال نهرو علم الهند الثلاثي الألوان على ضفاف نهر رافي في لاهور، الذي أصبح فيما بعد جزءاً من باكستان. و تلاه ُ تعهد بالاستقلال تضمن الاستعداد للامتناع عن دفع الضرائب. وسئلوا المجتمعين الحاشدين الذين حضروا الاحتفال عما إذا كانوا يوافقون عليه، وشُوهدت الغالبية العظمى من الناس يرفعون أيديهم بالموافقة. واستقال مائة واثنان وسبعون عضوا هنديا في المجالس التشريعية المركزية والإقليمية تأييدا للقرار ووفقا لمشاعر الرأي العام الهندي.
وقد صدر إعلان الاستقلال رسميا في 26 كانون الثاني/يناير 1930. وسوف يبدأ غاندي وغيره من الزعماء الهنود على الفور في التخطيط لنبذ العنف على المستوى الوطني على نطاق واسع، وهو ما من شأنه أن يشجع عامة الناس على عدم مهاجمة البريطانيين حتى ولو هاجموهم. وبعد ذلك أطلق المهاتما غاندي الملح ساتياغراها في 12 آذار/مارس 1930، وأعطى ما تلا ذلك زخما لحركة الاستقلال الهندية وأطلق الحركة الوطنية لعدم التعاون.
وكان القرار وثيقة قصيرة متكونة من 750 كلمة ؛ وليس لها هيكل قانوني/دستوري -بل أقرب ما يكون إلى بيان. و دعت الوثيقة إلى قطع العلاقات مع البريطانيين و ادعت 'بورنا سوراج' أنها تستكمل استقلالها. فقد أدانت الحكم البريطاني وعرضت بإيجاز ما لحق بالهنود من ظلم اقتصادي وسياسي وثقافي نتيجة لذلك. وتحدثت الوثيقة باسم الهنود وأوضحت عزمها على إطلاق حركة العصيان المدني.

## التأليف
وهناك بعض الجدل بشأن الجهة التي صاغت نص الإعلان. فقد زعم غاندي بشكل مباشر أنه مؤلف التقرير في عام 1940، في حين أشارت مصادر أخرى إلى نهرو باعتباره محرراً رئيسياً أو نسبته إلى نهرو بشكل مباشر.

## التراث
وقد دأب الكونغرس على الاحتفال بيوم 26 كانون الثاني/يناير بوصفه يوم استقلال الهند -إحياء لذكرى أولئك الذين ناضلوا من أجل استقلال الهند. وفي عام 1947، وافق البريطانيون على نقل السلطة والدقة السياسية إلى الهند، وأصبح 15 آب/أغسطس يوم الاستقلال الرسمي. غير أن الدستور الجديد للهند، بصيغته التي صاغته وأقرته الجمعية التأسيسية، كُلف بأن يدخل حيز النفاذ في 26 كانون الثاني/يناير 1950، احتفالا بإعلان عام 1930. وفي ذلك اليوم من عام 1950، أصبحت الهند جمهورية. ويحتفل الآن بيوم 26 كانون الثاني/يناير بوصفه يوم جمهورية الهند كل عام.